# GigaCloud
GigaCloud (укр. ГігаКлауд) — українська IT-компанія, хмарний оператор, що пропонує IaaS (інфраструктура як сервіс) та інші хмарні послуги. Компанія заснована 2016 року і входить до складу GigaGroup.

## Опис
Компанію засновано у 2016 році. CEO компанії — Назарій Курочко. Серед засновників: Назарій Курочко, Олег Поліщук Антон Хвастунов.
Компанія розміщує своє обладнання в трьох дата-центрах: GigaCenter і BeMobile — в Києві, та Atman — у Варшаві. GigaCloud володіє R&D-центром.
Компанія першою серед українських хмарних операторів отримала міжнародний сертифікат ISO 27001: 2013.
2016 року компанія запустила продукт для великого бізнесу на базі технологій VMware — E-Cloud.
2019 року GigaCloud відкрила представництво у Львові, де є частиною Львівського ІТ Кластеру.
2019 року компанія почала надавати послуги формату Kubernetes.
У березні 2021 року компанія запустила публічне хмарне середовище S-Cloud 2.0, що є першим PaaS-рішенням серед українських хмарних операторів.
У 2021 році компанія почала співпрацювати з НАК «НАФТОГАЗ»..
У 2021 році GigaCloud першим з українських хмарних операторів отримав сертифікат відповідності стандарту інформаційної безпеки PCI DSS.

## Клієнти
У портфоліо компанії понад 1000 клієнтів у 6 країнах світу і понад 150 компаній-партнерів, з яких 15 % належать до сфери рітейлу, 14 % — до агросектора і 12 % — до дистриб'юторів.
Серед клієнтів: Kernel, ЦУМ, Good Wine, «Велика Кишеня», ProZorro, «Капарол Україна», «Цитрус», Porsche, E-Tender, Kyiv Smart City, Health24, «Медіа Група Україна», OLL.TV, KAN, MetLife, банк «Український капітал».

## Соціальна активність
У 2018 році компанією безкоштовно надано обчислювальну інфраструктуру для програми «Е-бібліотека», яку реалізовує Львівська міська рада.
У 2019 році компанія організувала для дітей безкоштовний курс IT-навчання в рамках проєкту GigaStart.